# Nymphaea amazonum
Espèce
Nymphaea amazonum est une espèce de plantes à fleurs de la famille des Nymphaeaceae. C'est un nénuphar originaire de la région s'étendant du Mexique à l'Amérique du Sud tropicale. Elle a été introduite au Bangladesh.

## Description

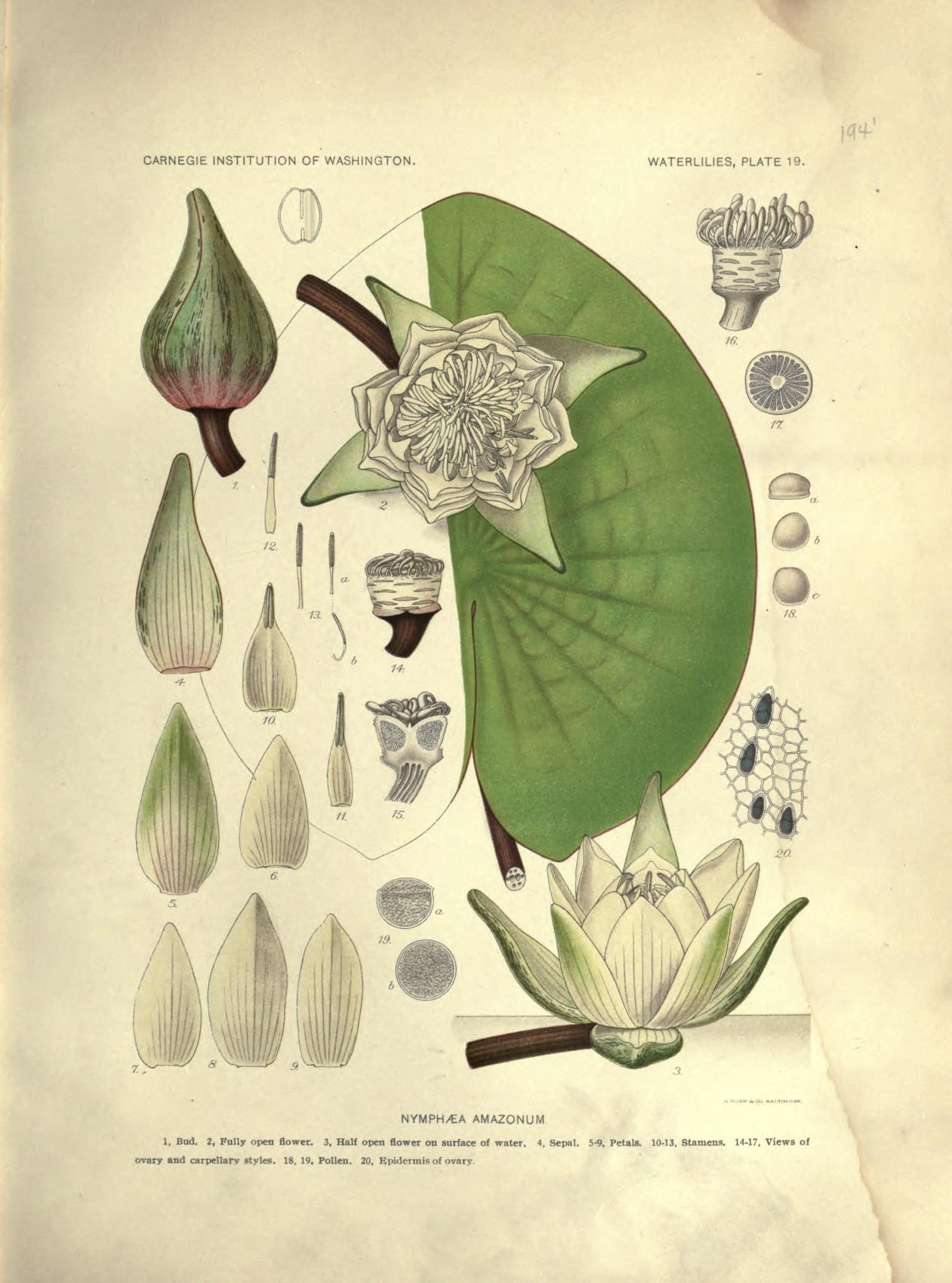
Illustration botanique de Nymphaea amazonum tirée de "The waterlilies : a monograph of the genus Nymphaea" par Henry Shoemaker Conard.

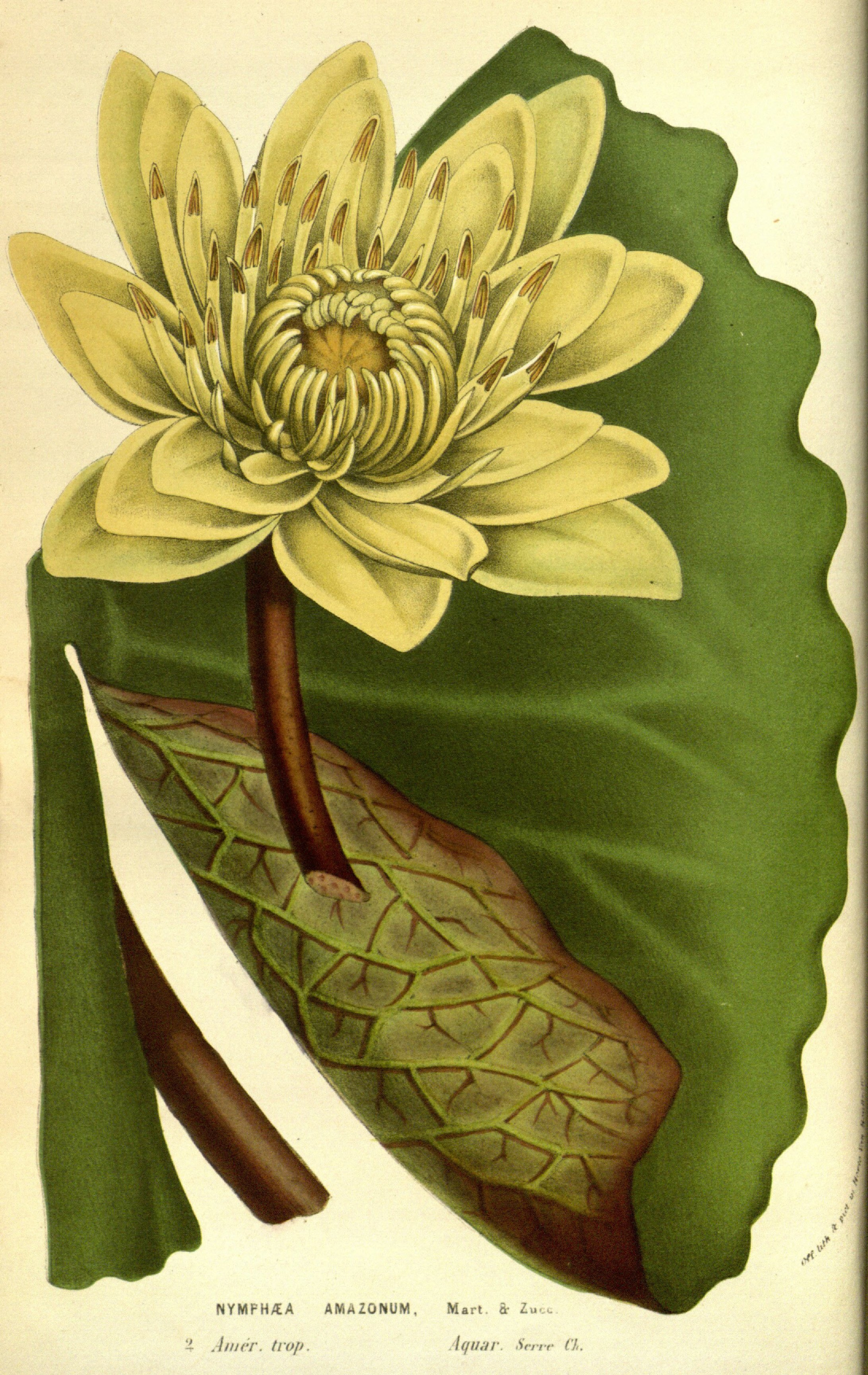
Illustration botanique de Nymphaea amazonum.

### Caractéristiques végétatives
Nymphaea amazonum est une herbe aquatique. Il possède des rhizomes subcylindriques brun foncé à noirs, qui peuvent atteindre une longueur de 10 cm et une largeur de 3 cm. Le limbe largement ovale-elliptique atteint 32 cm en longueur et 26 cm en largeur. La nervation actinodrome sur le côté abaxial de la feuille mature présente des veines fortement proéminentes et arrondies. Le pétiole mesure jusqu'à 8 mm de large et présente un anneau de trichomes vers l'apex.

### Caractéristiques génératives

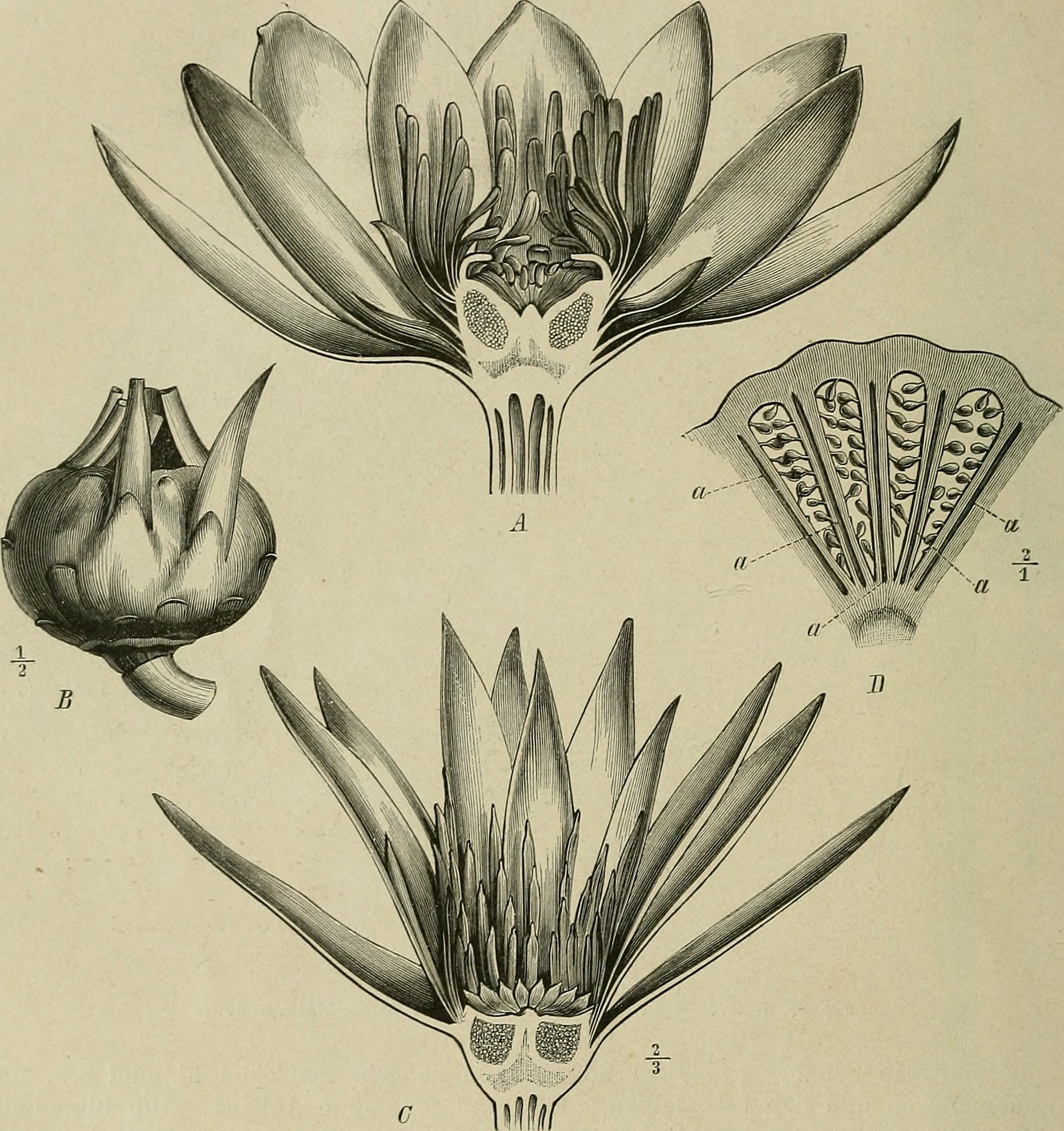
Illustration botanique de Nymphaea amazonum tirée de la publication "Die Natürlichen Pflanzenfamilien : nebst ihren Gattungen und wichtigeren Arten, insbesondere den Nutzpflanzen".

Les fleurs nocturnes flottent à la surface de l'eau. Elles sont attachées à des pédoncules de 10 mm de large, qui présentent rarement un anneau de trichomes vers l'apex. Le parfum floral fort a été dit ressembler à celui de Magnolia fuscata un synonyme de Magnolia figo var. figo. Il a également été qualifié de très agréable,,. On dit également que le parfum ressemble à l'essence, au xylol, benzène, PDB, térébenthine, benzol, xylène et acétone.
Les fruits sont produits très fréquemment. On trouve jusqu'à 22000 graines dans un seul fruit. Les graines ovoïdes mesurent 1,3 mm de long et 0,9 mm de large. Elles sont lisses, pilosées et présentent des trichomes en lignes longitudinales continues.

## Cytologie
Le nombre de chromosomes diploïdes est de 2n = 18.

## Reproduction

### Reproduction végétative
Nymphaea amazonum est stolonifère, mais ne produit pas de pseudanthia proliférante.

### Reproduction générative
La dispersion des graines est hydrochore (c.-à-d. dispersion par l'eau) ou ornithochore (c.-à-d. dispersion par les oiseaux).

## Taxonomie
Nymphaea amazonum a été décrit pour la première fois par Carl Friedrich Philipp von Martius et Joseph Gerhard Zuccarini en 1832.

### Spécimen type
Le spécimen type a été collecté au Brésil.

### Placement au sein deNymphaea
Il est placé dans le sous-genre Nymphaea du sous-genre Hydrocallis.

### Sous-espèces antérieures
Nymphaea amazonum a été séparée en deux sous-espèces Nymphaea amazonum subsp. amazonum et Nymphaea amazonum subsp. pedersenii Wiersema.
Ce point de vue a ensuite été rejeté et Nymphaea amazonum subsp. pedersenii Wiersema a alors été traité comme une espèce distincte Nymphaea pedersenii (Wiersema) C.T.Lima & Giul. en 2021.

## Conservation
À Porto Rico, aux États-Unis, Nymphaea amazonum est confronté à la destruction de l'habitat. L'espèce est considérée comme étant en danger à Cuba, car elle est confrontée à la diminution et à la détérioration de ses habitats en raison des pratiques agricoles, de l'influence de la flore et de la faune exotiques, de l'élevage, de la sédimentation et de la pollution. Dans la Liste rouge de la flore vasculaire de Guadeloupe de 2019, Nymphaea amazonum est listé comme data deficient (DD).

### Habitat
Dans le Pantanal, on la trouve dans des étangs permanents. On la trouve également dans les lagunes et les canaux. Nymphaea amazonum pousse dans des mélanges d'argile et de sable ou dans des sols sablonneux-quartzeux. Les rhizomes de Nymphaea amazonum peuvent supporter des périodes de sécheresse dans des sédiments humides. Dans les plaines inondables de l'Amazone, il est confronté à la concurrence d'espèces de graminées aquatiques et semi-aquatiques.

### Pollinisation

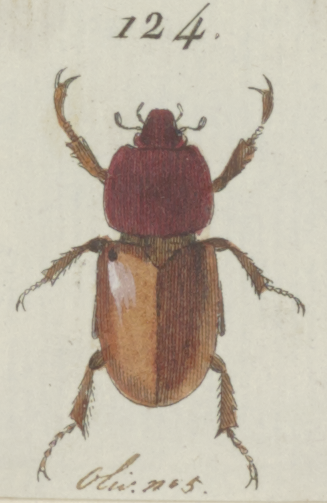
Cyclocephala castanea, un pollinisateur de Nymphaea amazonum.

Le fort parfum floral attire les coléoptères du genre Cyclocephala. L'espèce de coléoptère Cyclocephala castanea pollinise les fleurs de Nymphaea amazonum.

## Utilisations
Nymphaea amazonum est utilisé comme médicament et comme aliment. Les rhizomes sont comestibles. Il a la capacité d'absorber les pesticides cyhalothrine et imidaclopride présents dans l'eau,. Il présente des propriétés antimicrobiennes dans le traitement des ulcères. Les fleurs ont été utilisées dans le traitement de l'herpès et de l'érysipèle.

## Culture
Nympheae amazonum est rarement cultivé .

## Systématique
Le nom correct complet (avec auteur) de ce taxon est Nymphaea amazonum Mart. & Zucc..
Ce taxon porte en français le nom vernaculaire ou normalisé suivant : Nénuphar,.
Nymphaea amazonum a pour synonymes :
- Castalia amazonum (Mart. & Zucc.) Britton & P.Wilson
- Leuconymphaea amazonum (Mart. & Zucc.) Kuntze
- Leuconymphaea goudotiana (Planch.) Kuntze
- Nymphaea alboviridis A.St.-Hil.
- Nymphaea amazonum f. goudotiana (Planch.) Casp.
- Nymphaea amazonum var. amazonum
- Nymphaea amazonum var. goudotiana (Planch.) Conard
- Nymphaea blanda f. amazonum (Mart. & Zucc.) Planch.
- Nymphaea blanda var. amazonum (Mart. & Zucc.) Planch.
- Nymphaea blanda Hook.
- Nymphaea foetida Gardn. ex Lehmann
- Nymphaea foetida Gardner
- Nymphaea foetida Gardner ex Planch.
- Nymphaea goudotiana Planch.
- Nymphaea integrifolia Salzm.
- Nymphaea integrifolia Salzm. ex Planch.
- Nymphaea integrifolia Salzmann ex Lehmann
- Nymphaea nocturna March
- Nymphaea nocturna March ex Hook.
- Nymphaea rudgeana var. amazonum (Mart. & Zucc.) Griseb.